# Sé do Porto
A Sé do Porto, situada no coração do centro histórico da cidade do Porto, é um dos principais e mais antigos monumentos de Portugal.

## História
O início da sua construção data da primeira metade do século XII, e prolongou-se até ao princípio do século XIII. Esse primeiro edifício, em estilo românico, sofreu muitas alterações ao longo dos séculos. Da época românica datam o carácter geral da fachada com as torres e a bela rosácea, além do corpo da igreja de três naves coberto por abóbada de canhão. A abóbada da nave central é sustentada por arcobotantes, sendo a Sé do Porto um dos primeiros edifícios portugueses em que se utilizou esse elemento arquitectónico.
Na época gótica, cerca do ano de 1333, construiu-se a capela funerária de João Gordo, cavaleiro da Ordem dos Hospitalários e colaborador de D. Dinis, sepultado em um túmulo com jacente. Também da época gótica data o claustro (séc XIV-XV), construído no reinado de D. João I. Este rei casou-se com D. Filipa de Lencastre na Sé do Porto em 1387.
O exterior da Sé foi muito modificado na época barroca. Cerca de 1736, o arquitecto italiano Nicolau Nasoni adicionou uma bela galilé barroca à fachada lateral da Sé. Cerc de 1772 construiu-se um novo portal em substituição ao românico original. As balaustradas e cúpulas das torres também são barrocas.
À esquerda da capela-mor, encontra-se um magnífico altar de prata, construído na segunda metade do século XVII por vários artistas portugueses. Este foi salvo das tropas francesas em 1807 por meio de uma parede de gesso construída apressadamente.
Ainda nesta área esquerda é especialmente notável a imagem medieval de Nossa Senhora de Vandoma, (padroeira da cidade).
No século XVII a capela-mor original românica (que era dotada de um deambulatório) foi substituída por uma maior em estilo barroco. O altar-mor, construído entre 1727-1729, é uma importante obra do barroco joanino, projectado por Santos Pacheco e esculpido por Miguel Francisco da Silva. As pinturas murais da capela-mor são de Nasoni. O transepto sul dá acesso aos claustros do século XIV e à Capela de São Vicente. Uma graciosa escadaria do século XVIII de Nasoni conduz aos pisos superiores.
A Sé integra três belos órgãos. Um deles, no coro-alto, marca em Portugal um período que dá início ao desenvolvimento organístico. Trata-se de um instrumento do construtor Jann, o mesmo do órgão da igreja da Lapa (Porto), ambos promovidos pelo esforço e iniciativa do Cónego Ferreira dos Santos.
Em 2022, registou 509.702 entradas, sendo o monumento mais visitado na zona norte do país.

## Galeria

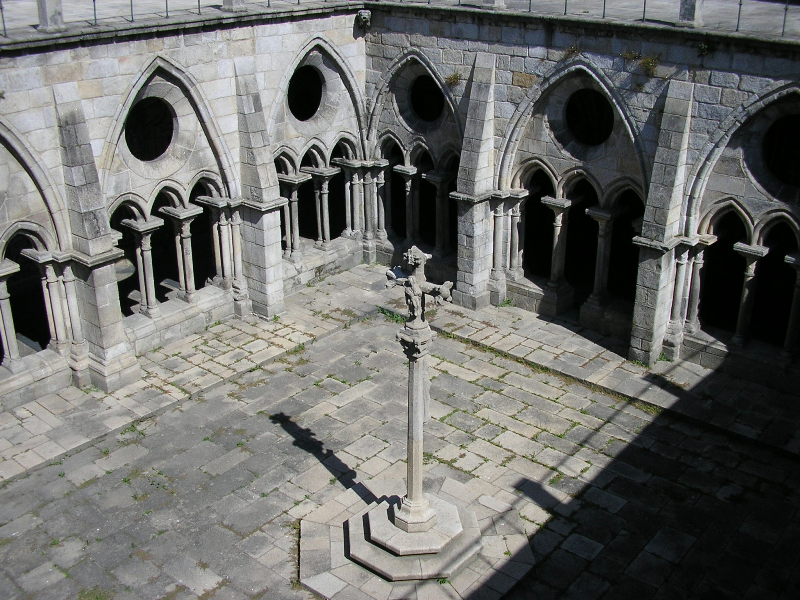
Claustro gótico.
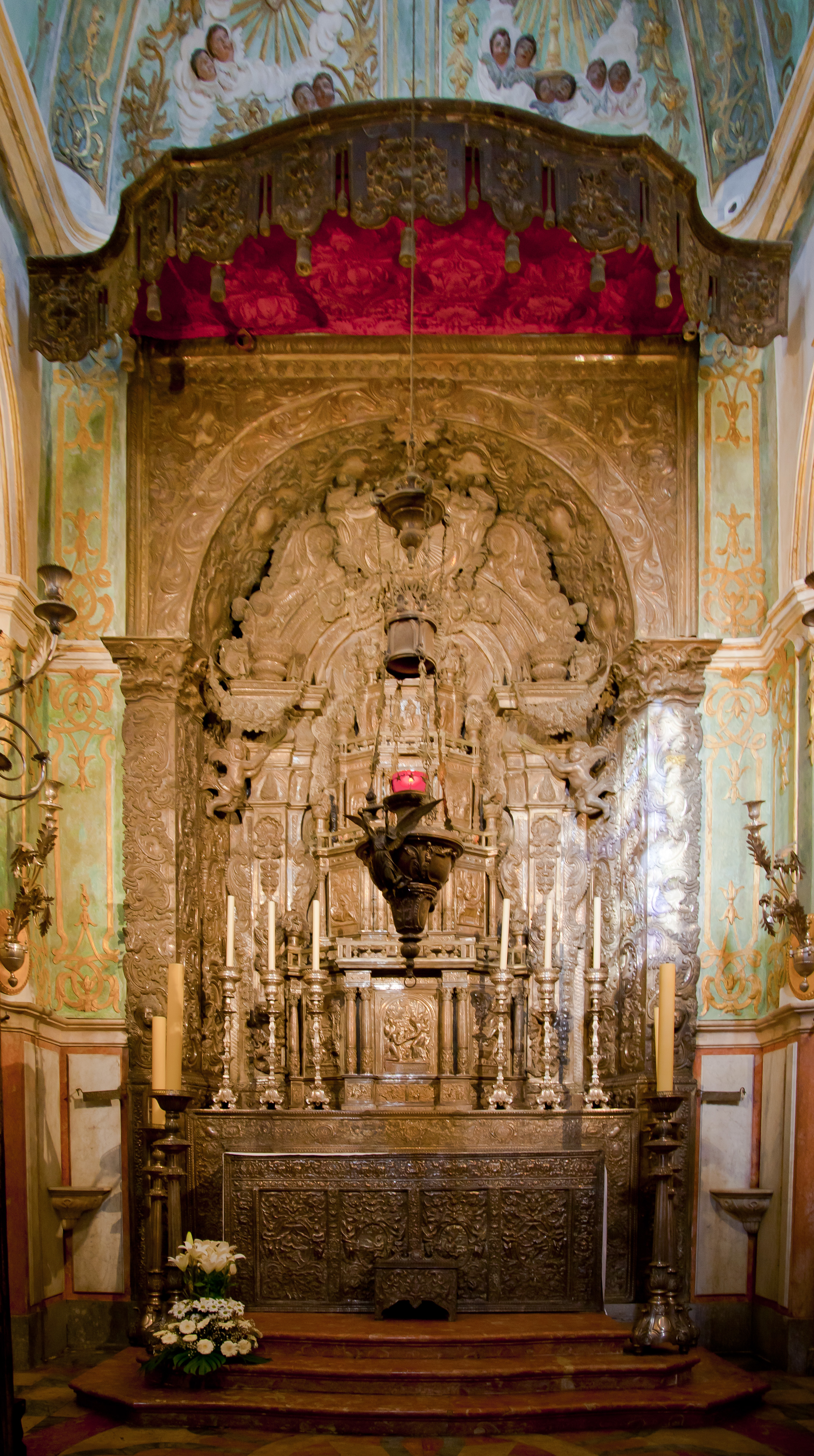
Interior.
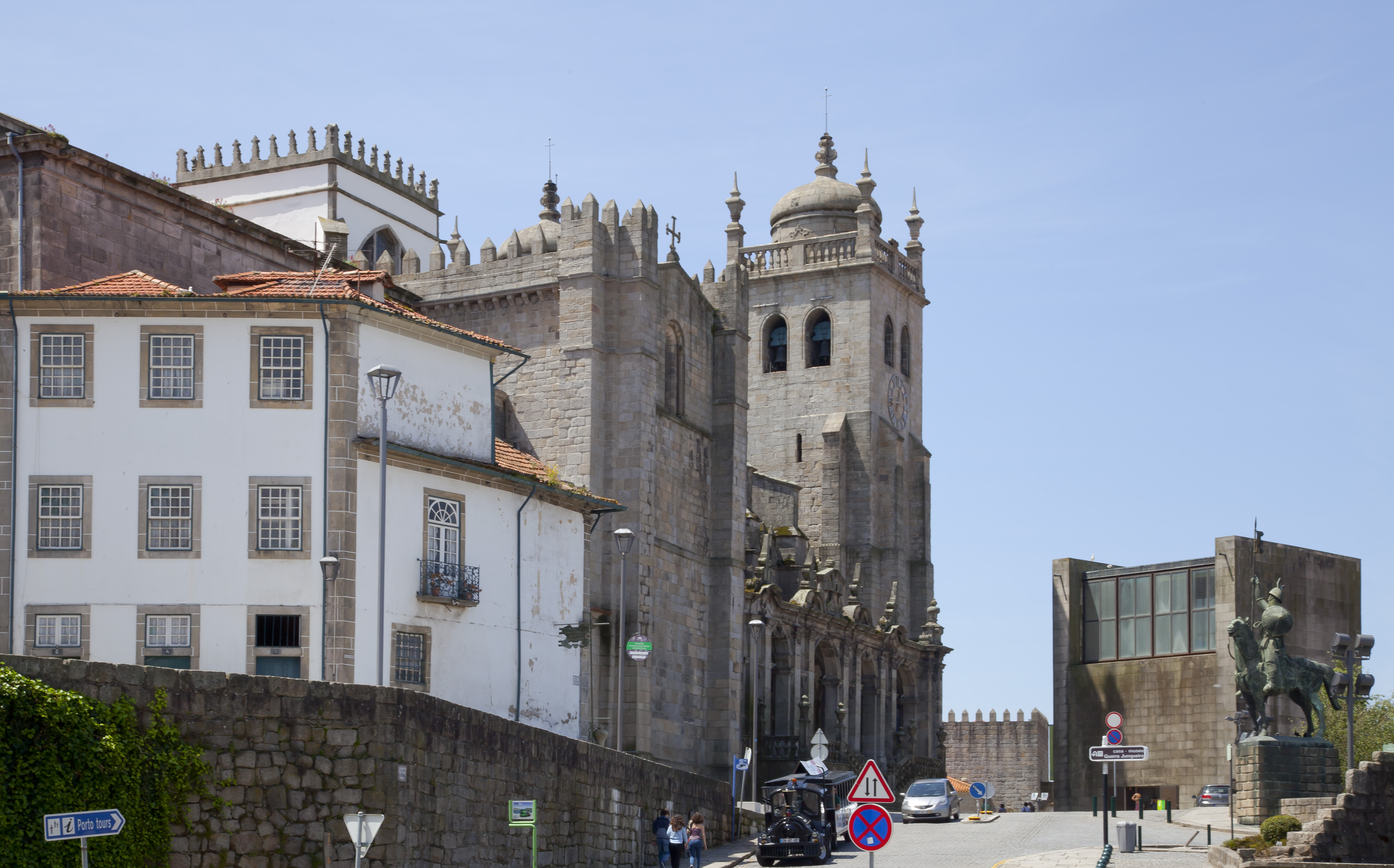
Exterior.
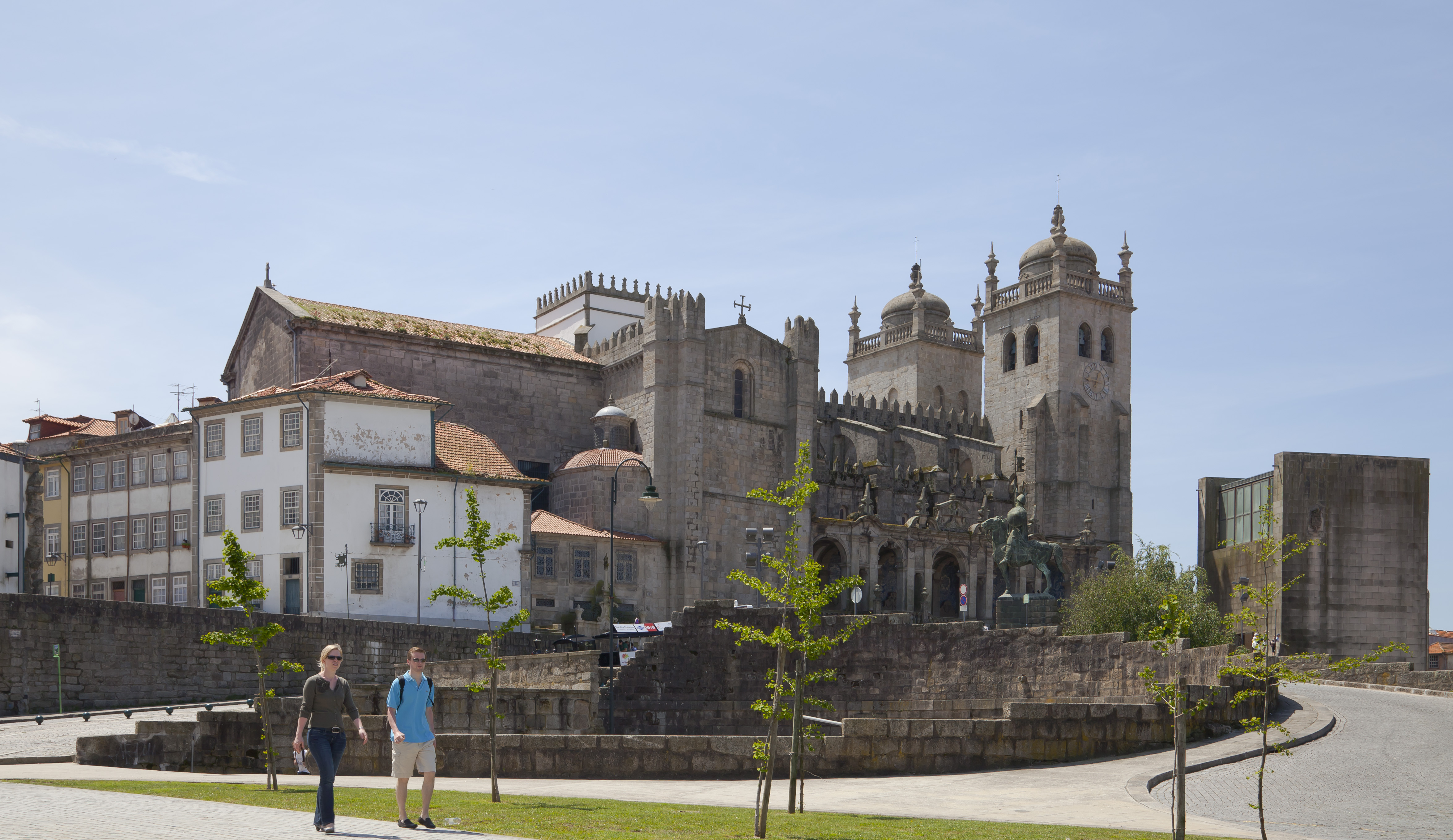
visão integral
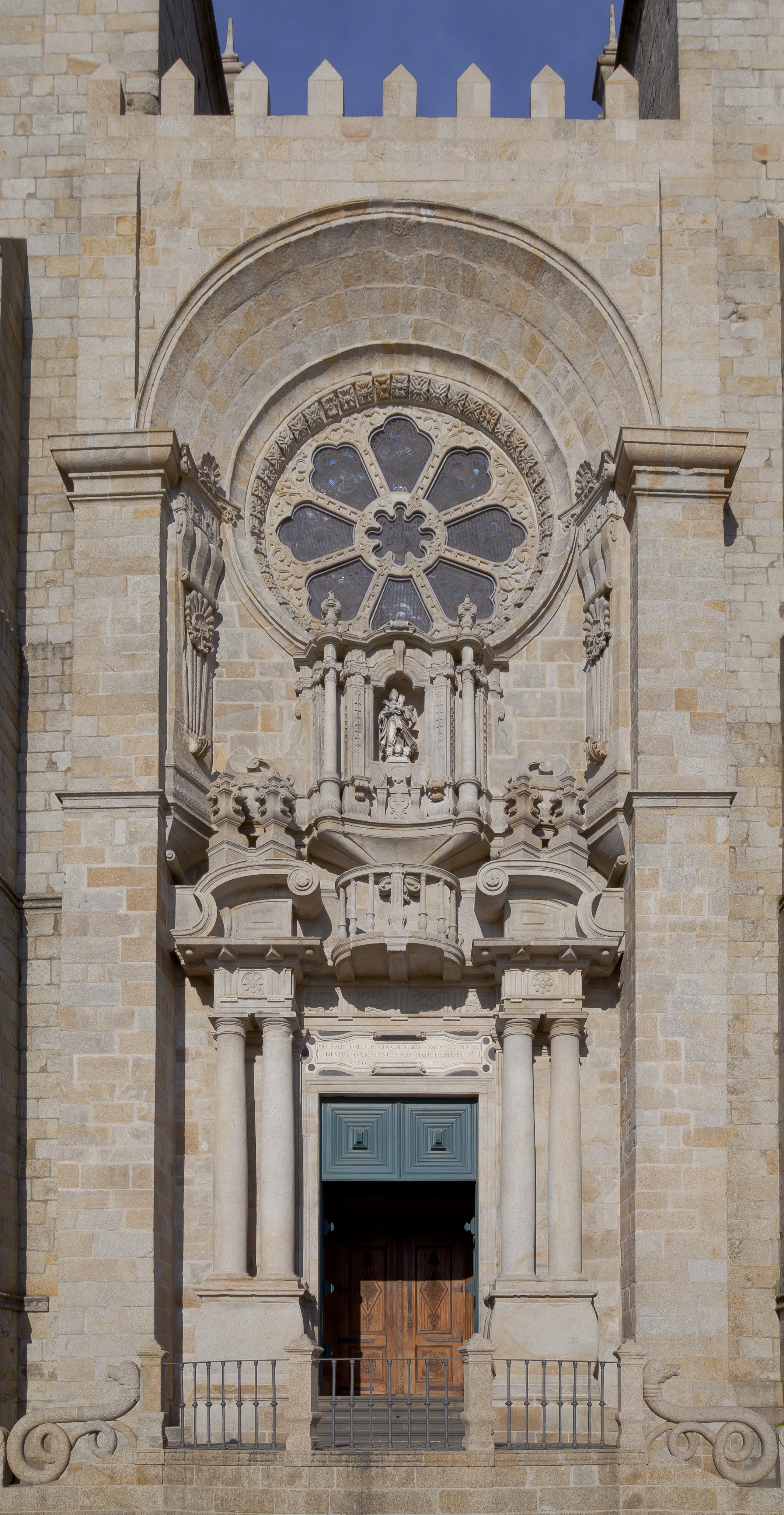
Fachada.
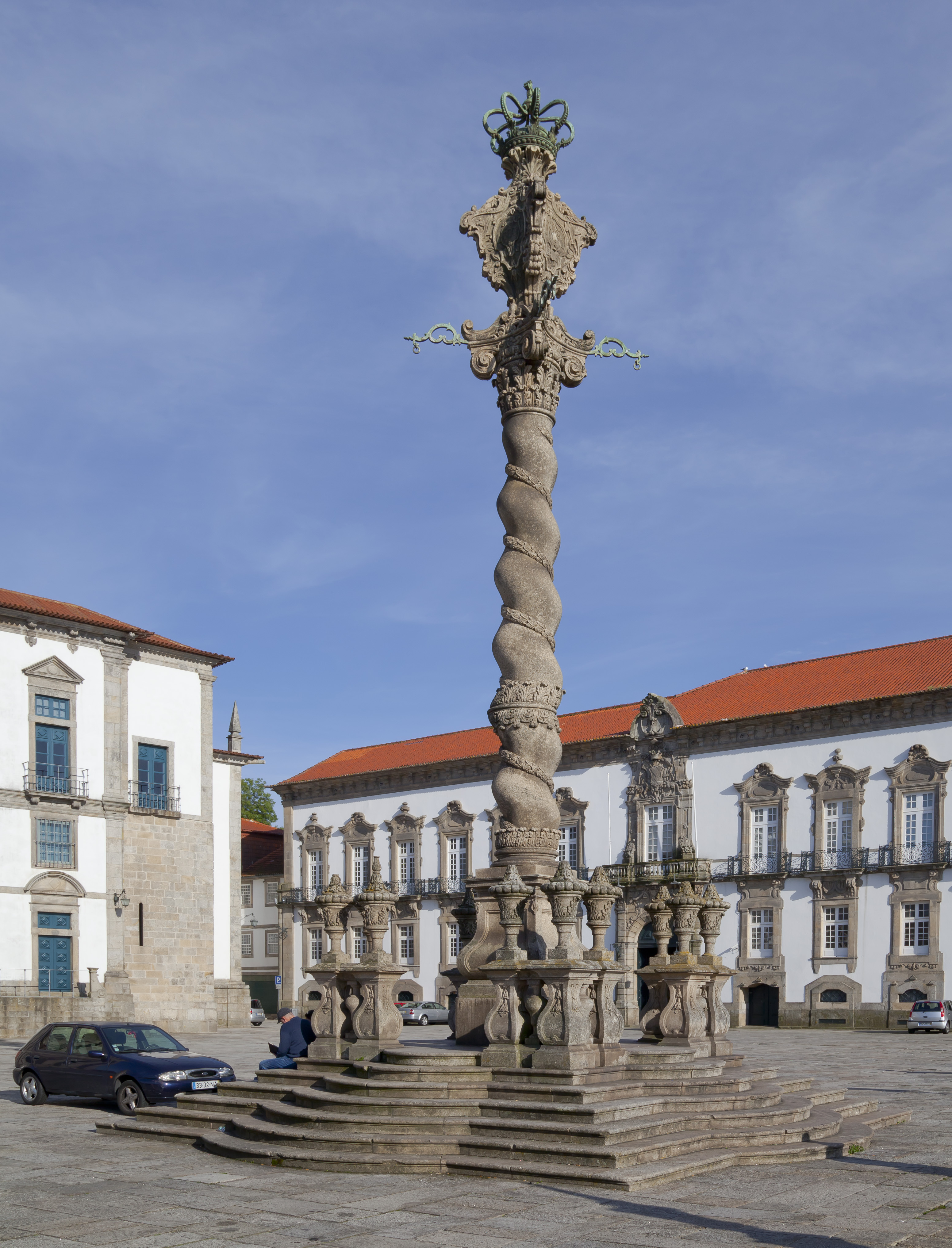
Pelourinho em frente à catedral.